# Epimyrma goridaghini
Epimyrma goridaghini là một loài kiến thuộc họ Formicidae. Đây là loài đặc hữu của Nga.